# Stefaniten
Die Stefaniten (Daqiqa Estifānos) sind eine monastische Gemeinschaft innerhalb der Äthiopischen Orthodoxen Kirche. 
Sie wurde 1428 von Estifānos (~1397 bis 1476) in Tigray gegründet. Zunächst aus politischen und religiösen Gründen dem kaiserlichen Hof und der äthiopischen Großkirche verdächtig und längere Zeit verfolgt, verschaffte Gabra Masih, der Abt des Klosters Gunda Gunde, um 1514 mit einem als orthodox anerkanntem Glaubensbekenntnis seinem Klosterverband Ruhe und Anerkennung.